# Sokogrenjeng
Sokogrenjeng is een bestuurslaag in het regentschap Tuban van de provincie Oost-Java, Indonesië. Sokogrenjeng telt 3052 inwoners (volkstelling 2010).